# Mariä Himmelfahrt (Rodenberg)

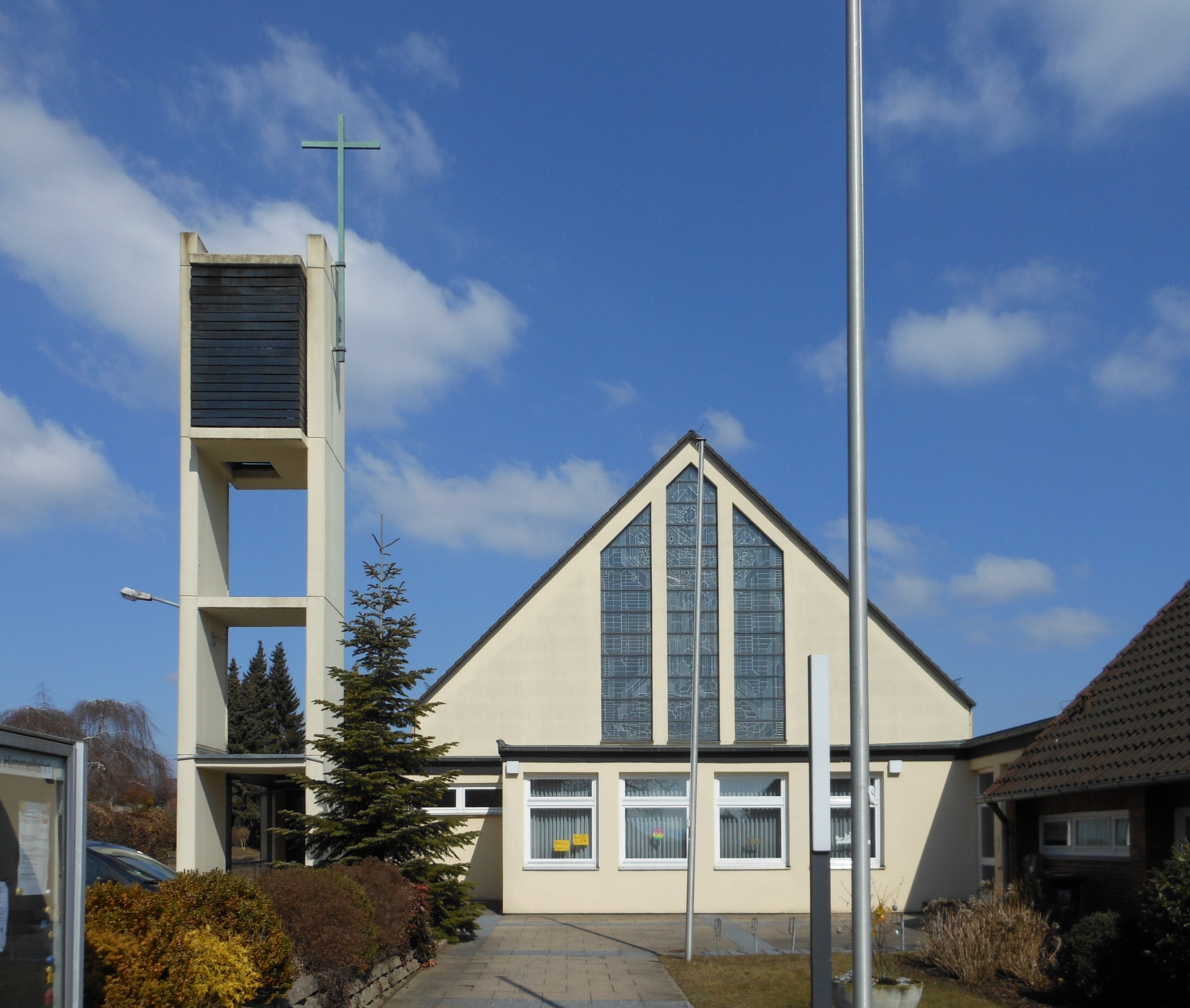
Mariä Himmelfahrt, Rodenberg

Mariä Himmelfahrt ist die katholische Kirche in Rodenberg, einer Stadt im niedersächsischen Landkreis Schaumburg. Sie wurde 1975 erbaut und gehört seit 2006 zur Pfarrei Maria vom heiligen Rosenkranz, Bad Nenndorf, im Dekanat Weserbergland des Bistums Hildesheim.

## Geschichte
Die Bevölkerung von Rodenberg und die mittelalterliche St.-Jacobi-Kirche wurden mit der Einführung der Reformation in der Grafschaft Schaumburg lutherisch. Einzelne Katholiken siedelten sich in der Region erst wieder ab dem 19. Jahrhundert an. Sie gehörten kirchlich zunächst zu Rinteln, dann zur 1896 gegründeten Missionsgemeinde in Bad Nenndorf.

### Kirche von 1950

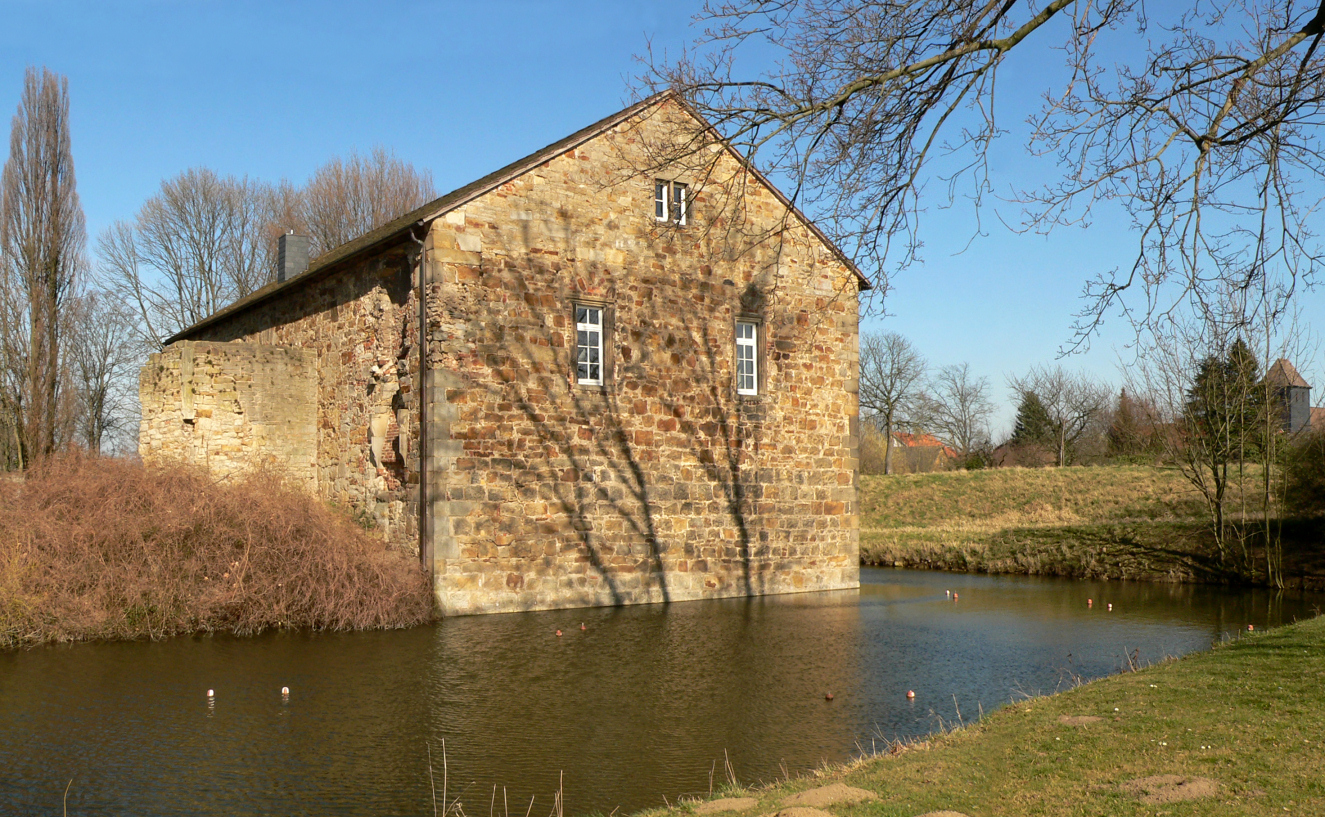
Ständehaus (2014)

Durch die Ostvertreibung nach dem Zweiten Weltkrieg kamen ab 1946 vor allem schlesische Katholiken in großer Zahl als Heimatvertriebene in die norddeutsche Diaspora. In Rodenberg konnte 1950 das an der Burgstraße gelegene historische Ständehaus, der letzte Überrest der einstigen schaumburgischen Residenz Schloss Rodenberg, als katholische Kirche hergerichtet werden. Sie wurde am 10. Dezember 1950 auf den Titel St. Mariä Himmelfahrt geweiht. Erst sechs Wochen zuvor hatte Papst Pius XII. die leibliche Aufnahme Mariens in den Himmel zur Kirchenlehre erhoben. Die Gemeinde wurde, zunächst als Kuratie, von Bad Nenndorf abgetrennt.
Im Ständehaus eröffnete der Heimatbund Rodenberg und Umgebung e. V. 1981 ein Museum, in dem unter anderem mehrere Ausstattungsstücke der ehemaligen Kirche, darunter das Taufbecken, ausgestellt sind.

### Kirche von 1975

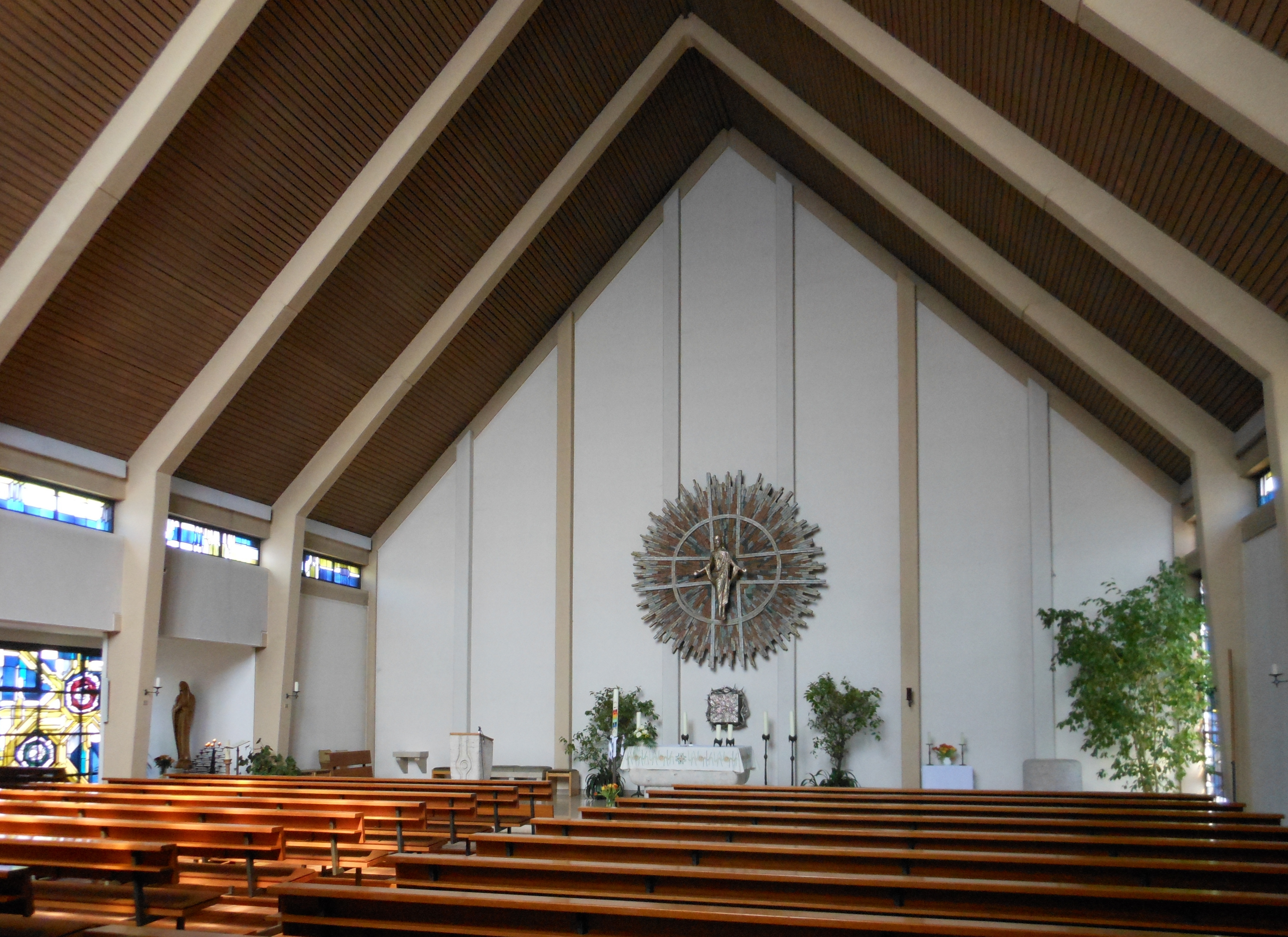
Innenraum

1962 erfolgte in Rodenberg der Bau eines Pfarrhauses, und die Kuratie Rodenberg bekam im rund fünf Kilometer entfernten Lauenau mit der St.-Markus-Kirche eine Filialkirche. Nach weiterem Wachstum der Gemeinde wurde am 3. Mai 1975 der Grundstein der heutigen Kirche neben dem Rodenberger Friedhof gelegt, nur knapp 500 Meter von der bisherigen Kirche entfernt. Die Weihe der neuen Kirche konnte am 6. Dezember desselben Jahres gefeiert werden. Zu diesem Zeitpunkt erfolgte auch die Erhebung der Kuratie Rodenberg zur Pfarrei.
Ab dem Jahr 2000 bildeten die Pfarrgemeinden Bad Nenndorf und Rodenberg eine Seelsorgeeinheit. Seit dem 1. November 2006 gehört die Kirche Mariä Himmelfahrt zur Pfarrgemeinde Maria vom heiligen Rosenkranz in Bad Nenndorf, die Pfarrgemeinde Rodenberg wurde in diesem Zusammenhang aufgelöst. Am 1. September 2012 wurden die Dekanate Bückeburg, zu dem die Kirche in Rodenberg gehörte, und Hameln-Holzminden zum heutigen Dekanat Weserbergland vereinigt. Heute unterstützt der Förderverein St. Mariä Himmelfahrt zu Rodenberg e. V. den Unterhalt der Kirche.

## Architektur und Ausstattung
Die Architektur folgt einem im Bistum Hildesheim vielfach mit geringen Abweichungen realisierten Entwurf. Nach diesem Entwurf des Diözesanbauamtes wurden unter der Leitung von Josef Fehlig auch folgende Fertigteilkirchen errichtet: 1969 in Altenwalde und Sudmerberg, 1970 in Dungelbeck, Meckelfeld und Poggenhagen, 1971 in Afferde, Hohegeiß, Luthe, Meine, Schwanewede und Winsen (Aller), 1972 in Gifhorn, Ronnenberg, Stederdorf und Wittingen, 1974 in Vorwerk, 1975 in Dransfeld und Münchehof, und 1976 in Rhüden. Die Kirche in Rodenberg ist eine der letzten Kirchen im Bistum Hildesheim, die in Betonfertigteilbauweise errichtet wurden.

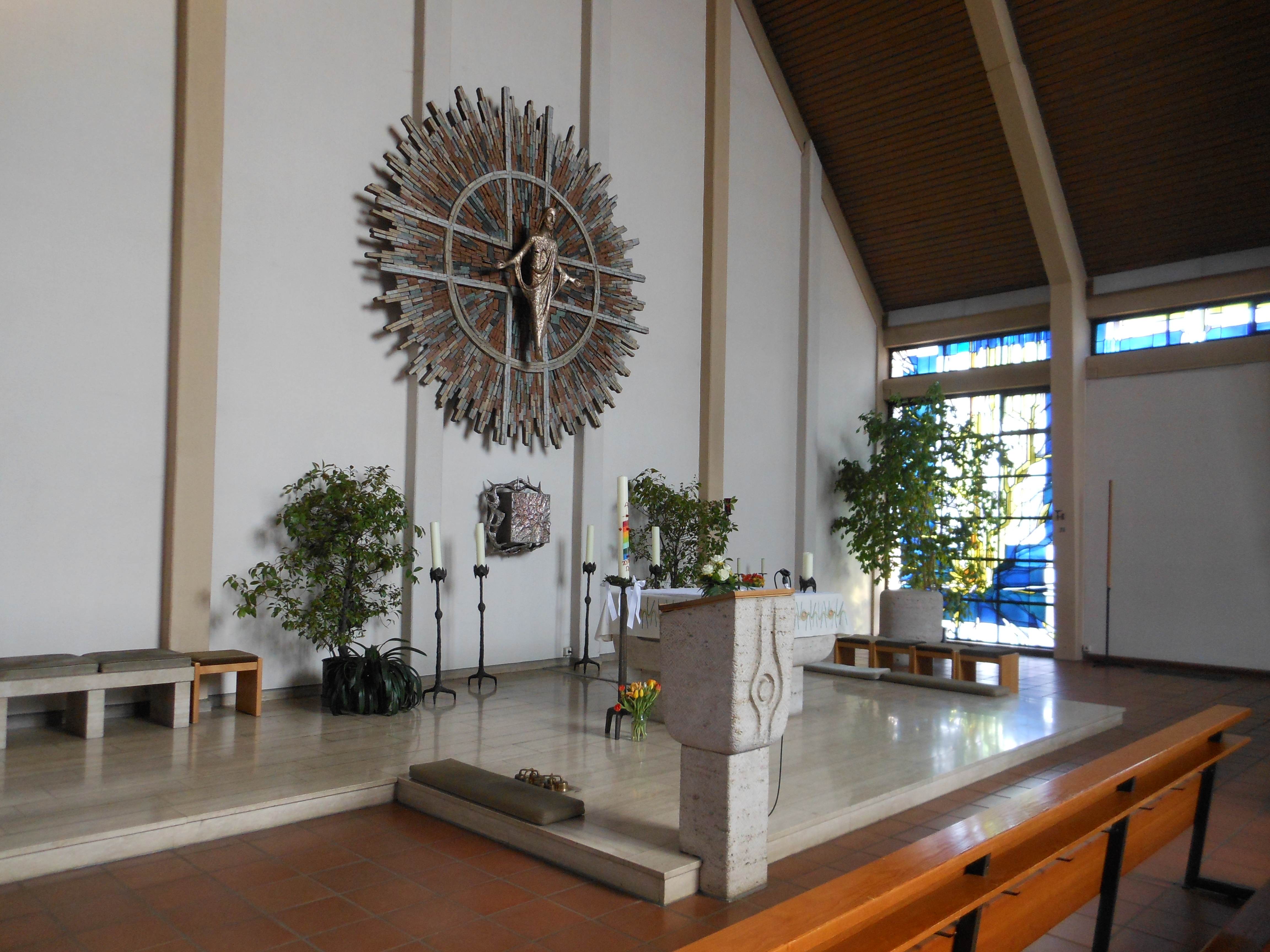
Altarbereich

Das Gotteshaus steht auf dem Grundstück Am Anger 1, es ist eine von niedrigen Gemeinderäumen umgebene Saalkirche mit hohem, innen offenem, von Betonstreben getragenem Satteldach. An der linken (West-)Seite ist ein schmales Seitenschiff angefügt, in dem die Kreuzwegbilder hängen und das als Marienkapelle dient. Die Altarwand ist flach, den gegenüberliegenden Giebel durchziehen drei senkrechte Fensterbahnen. Der Turm ist ein freistehender, viergeschossiger, offener Betonständer, in dessen oberstem Segment sich das Glockengehäuse mit dem Geläut befindet.
Die Ausstattung umfasst moderne Statuen sowie vierzehn ausdrucksstarke Kreuzwegbilder. Die Buntglasfenster sind überwiegend in Weiß und Blau gehalten. Im Altarbereich, mitgestaltet von Josef Hauke aus Lauenau (1921–2009), fällt der Blick auf die große, aus Backsteinen zusammengesetzte Aureole, vor der eine Figur des auferstandenen Christus schwebt. Neben der Marienstatue können Opferkerzen aufgestellt werden.
Die Orgel ist ein Werk der Firma Hillebrand.